# 西田カリナ
西田 カリナ（にしだ かりな、1995年7月7日 - ）は、日本の元AV女優。プロダクションALIVE所属。

## 略歴
グラドル、着エロの活動を経て、2014年8月にh.m.p専属女優としてAVデビュー。
2015年2月から11月までMOODYZ、2015年12月から2016年2月までエムズビデオグループ、2016年4月から5月までワンズファクトリーの各々専属として活動。以降は専属を離れ企画単体女優となる。
2017年8月21日、川崎ロック座でストリップデビュー。
2020年4月に発表されたピンク映画ベストテンで桃熊・助演女優賞を受賞。
2021年9月10日、自身のTwitterにて同年10月いっぱいで引退する事を発表。活動終了後も発売告知のためTwitterなどは残すが、表立った活動は終了する予定。経費精算に事務所を訪れた11月15日には事務所アカウントのYouTube配信に友情出演している。

## 人物
日本とアメリカのハーフ。
ロサンゼルスで生まれ、2歳から日本で生活している。
中学の頃からオナニーを始め、最初は指でクリトリスを触る程度だったが、そのうち性器に何かを入れたくなりスティックのり（アラビックヤマト）を使う様になった。以降、アラビックヤマトを愛用している。
AVで処女を喪失したが、それまで彼氏ができなかったから結果的にそうなっただけとしている。
緊縛マニアを自称。小学2年の頃にアニメでお姫様が縛られている場面でドキドキし、自分も縛られてみたいと思いながら何度もその場面を見ていた。高校生の時には自らを縛ってオナニーをするようになる。また、AVに出演しようと思ったのは安全に縛ってもらえる環境を求めていたから。

## 出演作品

### イメージDVD
- Debut（2014年2月25日、Aircontrol）
- ALL NUDE（2014年5月25日、Aircontrol）
- 処女パンチュ（2014年8月1日、ワニッチ）
- Karina 妄想!ホワイトハーフ（2014年8月7日、REbecca）
- ボクのペット（2014年11月25日、GARDEN）

### アダルトDVD
2014年
- 元アイドルの美少女・処女喪失デビュー（8月1日、h.m.p）
- 元アイドルの美少女セックス第2章 「私の考える気持ちよくて、エロいことやってみた…」（9月5日、h.m.p）
- 西田カリナの完全拘束・服従緊縛（10月3日、h.m.p）
- 叱られたがり過ぎるオンナノコ（11月7日、h.m.p）

2015年
- 西田カリナベスト4時間（1月1日、h.m.p） ※ベスト版
- 移籍美少女初体験スペシャル（2月13日、MOODYZ）
- 美女をダメにしたポルチオ大改造（3月13日、MOODYZ）
- タイトスカート女教師（4月13日、MOODYZ）
- はじめての真性中出し（5月13日、MOODYZ）
- 1日10回射精しても止まらないオーガズムSEX（6月13日、MOODYZ）
- アナル開発倶楽部（7月13日、MOODYZ）
- 初めてアナルでイッちゃった!（8月13日、MOODYZ）
- 初アナルセックス（9月13日、MOODYZ）
- 中出し専用肉便器 -特別編-（10月13日、MOODYZ）
- ごっくん・中出し・アナル・強制レズ! 性奴隷ザーメン漬け輪姦（12月19日、エムズビデオグループ）

2016年
- 触手堕ち! 異種孕ませ3穴生贄FUCK（1月19日、エムズビデオグループ）
- 「愛しい彼女は中出し便器に堕とされて…」（2月19日、エムズビデオグループ）
- 西田カリナ 全作収録8時間（3月1日、MOODYZ）※ベスト版
- アイアンクリムゾン 10（3月25日、ダスッ!）
- 1日に200回イク女（4月1日、ワンズファクトリー）
- 羞恥と快楽に堕とされて… おしっこ我慢中に何度も中出し 3（5月1日、ワンズファクトリー）
- 受精戦隊エムズレンジャー 〜悲劇の捕縛2穴監禁編〜（6月19日、エムズビデオグループ）
- ハーフ美女・西田カリナの中出し不倫盗撮ドキュメント（7月25日、本中）
- 女教師 肛虐輪姦（9月7日、アタッカーズ）
- 緊縛姫君（10月13日、アタッカーズ）
- 拷問無残（11月13日、アタッカーズ）

2017年
- 頑なにAV出演を拒んでいた行きつけの秋葉原家電量販店の店員のKちゃんを口説いて撮影に成功。そして勝手に発売!!（2月10日、S級素人）※「K」名義
- 超高級中出し専門ソープ（2月25日、MOODYZ）
- Anal Device Bondage IV 鉄拘束アナル拷問（3月2日、グローリークエスト）
- 社宅妻の昼顔レズビアン（3月25日、ビビアン）
- 美少女剣士×アナル&マ●コ2穴中出しファック×10連続大量ザーメンぶっかけ（4月28日、TMA）※「カリナ」名義
- 女捜査官 引き裂きアナル拷姦（5月1日、V）
- 西田カリナ すんごいハード 8時間（6月1日、エムズビデオグループ）※ベスト版
- 服従女教師 悪女の教壇（6月19日、アタッカーズ）
- 完全ノーカット撮影 本気で何度も絶頂するディルドオナニー（7月20日、OFFICE K'S）
- お尻の穴まで犯されて…。（7月25日、アタッカーズ）
- ドリシャッ!!（8月4日、ワープエンタテインメント）
- 女子アナ 蛇縛の鬼畜監禁（9月7日、アタッカーズ）
- 若い女性施術師が多数在籍しているという噂の出張マッサージ。 ビジネスホテルに呼び出した美人施術師にドコまでヤレる!? 01（9月7日、プレステージ）
- ヒロイン凌辱 101 SUPER▼WOMAN（9月8日、GIGA）
- 浣腸我慢調教も出来る未来型SM風俗店 THEロボペットデリヘル（9月19日、シネマジック）
- オークに孕むまで輪姦種付け中出しレイプされる美少女たち 3（9月22日、TMA）
- 闇に沈められた女スナイパー 金髪ドール暴力監禁室（10月7日、シネマジック）
- ヒーロー凌辱 〜美しきガーベラの罠〜（10月13日、GIGA）
- 「カップル限定」 マジックミラー号の中で、自慢の彼女を「寝とって」真正中出し! 15 超豪華版!! 撮り下ろし6人+シリーズ歴代人気美女12人(中出し合計32発) 総集編付き2枚組8時間（10月19日、SODクリエイト）

2018年
- Faith/Grand Orgasm 2（1月26日、TMA）
- 女体拷問研究所 THE THIRD JUDAS【ユダ】 Episode-15 秘壷の痙攣に慄く蒼き勇者 無惨に散る淫華悶絶の辱宴 （3月19日、Baby Entertainment）
- 縛り拷問覚醒 割れ目浣腸遊戯（3月19日、バミューダ）
- ふわふわマシュマロおっぱい女子大生の皆さん! 母性くすぐる童貞君におっぱいぱふぱふしてくれませんか? ズル剥け勃起した年上ち●ぽを、狭圧パイズリ、ひざ枕授乳、パイ揺れ騎乗位で優しく生中筆おろしスペシャル（5月11日、S級素人）
- 金粉縄奴隷（5月19日、ゴールドバグ）
- 猿轡を噛まされうめき声をあげる女達（6月19日、シネマジック）
- 黒人解禁 黒い衝撃 潜入捜査官（7月19日、バミューダ）
- オナニーを極めし者 自らの快楽を追及するあまり自宅で自己流オナニーの開発に励む変態女（7月20日、OFFICE K'S）
- キスだけで濡れちゃう敏感清楚妻の皆さん! キスもしたことがない純情童貞君とディープキス体験してみませんか? 大人のキスを教えるつもりが、自分が気持ちよすぎてパンティビショビショ! 旦那には絶対言えない生中筆おろしまでしてもらいました!（7月27日、S級素人）
- 剃毛緊縛 茂みを剃られて縛られた女たち（8月24日、REAL）
- 縛られた美人妻 濡れ縄慕情（8月30日、ビッグモーカル）
- 媚縛潜入捜査官 06（10月26日、REAL）
- 日本緊縛師列伝 第三章 狂縄（10月26日、REAL）
- ワキ毛奴隷BDSM 嫁の連れ子を孕むまで中出し監禁（11月1日、ワンズファクトリー）
- 子宮にねじり込む黒い肉棒! 中出し破壊 黒人巨大マラ（11月9日、REAL）
- アナル女教師 恥辱の教室（11月19日、バミューダ）
- 媚薬 BDSM 輪姦・ぶっかけ・快感地獄の虜（11月25日、AVS Collector's）
- ドクターL 2 告発女医への残虐なる報復（12月7日、シネマジック）

2019年
- 酔い人妻 拉致された妻から届くビデオレター（1月13日、AVS Collector's）
- 衝撃のAV出演! 驚愕のニューハーフ緊縛師! 日本緊縛師列伝第四章 KANNA(1月25日、REAL)
- マゾ乳首収容所3(3月8日、REAL)
- 美少女冒険者エルフ&女神官×アナル&マ●コ2穴中出しファック×10連続大量ザーメンぶっかけ（3月22日、TMA）※「カリナ」名義
- 家庭内の至る場所で義父にアナルを仕込まれる美人嫁(4月18日、グローリークエスト)
- 侵入犯 美しすぎる議員への欲情(4月9日、バミューダ)
- マッサージで感ずる女たち(5月1日、OFFICE K'S)
- 挟まれてW接吻(5月1日、OFFICE K'S)
- 媚薬緊縛レ●プ 悪魔の罠に堕ちた女たち!(5月17日、REAL)
- 女教師ぶっかけ輪● 教え子の大量ザーメンを顔で受け止める!(5月31日、REAL)
- アナル潜入捜査官(7月19日、バミューダ)
- Deep Web Underground(7月26日、TMA)
- 剃毛緊縛04 暴き出されたワレメ!(8月9日、REAL)
- 繋がって悦ぶエッチな天使(8月13日、S-Cute)
- ナース公開調教(8月15日、グローリークエスト)
- 僕の耳元で「まだまだ出せるでしょ・・・!」囁きながらパイズリと素股で挑発的に責めてくる彼女たちに精子を全部出し切られちゃった件。(9月1日、Cupido)
- 緊縛奴隷夫人 身体中を麻縄で縛られて服従(10月1日、九龍)
- 縛物語 人間椅子(10月19日、ドグマ)
- アナル淫語V(11月7日、グローリークエスト)
- 男をいびるのが大好きなワガママS痴女たちといいなりM男の王様ゲーム(11月7日、犬)
- 連れ込み緊縛ファッカー ハーフの人妻をSNSでナンパして俺んちへ持ち帰りハメまくり調教(11月8日、REAL)
- 女教師強姦02 美人の先生を放課後犯す(11月8日、REAL)
- 触手の群れ(11月22日、REAL)
- 監禁!拷問!調教!絶叫!絶頂! 強姦絶頂絶叫拷問調教 哀しき復讐の麻薬捜査官 屈辱2穴媚薬完墜独唱(11月25日、KMP)
- お嬢様学校 お仕置き倶楽部レズビアン(12月7日、ビビアン)
- お色気P●A会長と悪ガキ生徒会(12月19日、グローリークエスト)

2020年
- カリナ女王様のM男調教(1月25日、AVS)
- 闇の責め レイプされて縛られて拷問(2月1日、九龍)
- 強欲クンニ痴女～禁欲状態の西田カリナによるバター犬地獄!欲望剥き出しでチ●ポを貪り連射も不可避～(2月25日、SEX Agent)
- Wアナルビッチ6 (3月19日、グローリークエスト)
- Deep Web Underground 緊縛監禁凌辱3穴串刺し調教(4月24日、TMA)[15]
- 女教師レズビアン雌奴●～脅されたブロンド美女と狂喜のサディスト調教～ 西田カリナ 妃月るい (8月7日)
- 奴●色のステージ 調教の日々 西田カリナ 川越ゆい (8月7日)

### アダルトVR
- 新婚ごっこ（2017年9月1日、ワープエンタテインメント）
- 生中出し 美マンにブチ込め!! 気持ち良すぎて潮吹いちゃった!（2017年9月30日、ブイワンVR）
- ラブイチャVR彼女 オトナのラブイチャ生中出しSEX（2017年12月2日、ブイワンVR）
- Faith/Grand Orgasm VR feat.淫らな薔薇の暴君（2018年1月31日、TMA）
- ぶっかけ性交 汚される美顔（2018年2月24日、ブイワンVR）
- Deep Web Underground「深層VRからごきげんよう！」(2019年7月24日、TMA)
- M男好き痴女によるM男のためのM性感風俗VR(2020年2月7日、CASANOVA)
- 射精コントロール!オナ指示痴女(2020年2月28日、CASANOVA)

## 出演

### 映画
- バージン協奏曲 それゆけ純白パンツ!（2019年10月4日、オーピー映画）
- 揉めよドラゴン 爆乳乱れ咲き（2020年8月28日、オーピー映画）- 倉橋ちなみ 役[16]
  - 揉めよドラゴン 爆乳死亡遊戯（2020年、オーピー映画）- 倉橋ちなみ 役[17]
- ぞっこんヒールズ ぬるりと解決（2021年8月27日、オーピー映画）[18]
- まん開ヒールズ 女の魔剣と熟女のアソコ（2021年12月31日、オーピー映画）[19]

## 雑誌
- FLASH 2016年2月2日号（光文社）- グラビア「ゲスな乙女になりました。」

## 音楽

### シングルCD
- 「バージン協奏曲」後藤つき、西田カリナ、神宮寺ナオ、藤川菜緒（2019年、トラウマサーカス）映画「バージン協奏曲 それゆけ純白パンツ!」主題歌